# 506.º Regimiento de Infantería (Estados Unidos)
El 506.º Regimiento de Infantería Paracaidista es una unidad asignada a la 4.ª Brigada de combate, perteneciente a la 101.ª División Aerotransportada del Ejército de los Estados Unidos. Durante la Segunda Guerra Mundial fue designada como 506.º Regimiento de Infantería de Paracaidistas. La unidad es muy conocida por ser la protagonista de la miniserie de HBO, Band of Brothers.

## Historia

### Segunda Guerra Mundial
El regimiento se entrenó inicialmente en el Campo Toccoa, Georgia en 1942, de donde se ganó su sobrenombre, "Currahee", por la montaña Currahee que se localiza dentro de los límites del campo. La palabra viene de la lengua de los indios Cheroqui, lo que en inglés significa "Stand Alone". Este sobrenombre también se convertiría en el grito de guerra de la unidad. Los miembros de la unidad utilizan el símbolo de la pica (♠) en sus cascos a manera de identificación además de la insignia del águila en la manga izquierda del uniforme. El 10 de junio de 1942, el 506.º es asignado a la 101.ª División Aerotransportada. El único comandante del regimiento durante toda la guerra fue el coronel Robert Sink.
Al término del entrenamiento en el Campo Toccoa, el coronel Sink leyó un artículo en la revista Reader's Digest acerca de cómo una unidad del Ejército Imperial Japonés había batido un récord mundial por marchar. Sink pensó que sus hombres podían mejorar tal hazaña y como resultado, el 2.º Batallón recorrió 190 km hasta Atlanta, Georgia. Esta marcha se llevó a cabo por más de 75 horas y 15 minutos. Solo 12 de los 556 componentes del batallón no completaron el recorrido. Los 30 oficiales lo hicieron, incluyendo al comandante del batallón, el mayor Robert L. Strayer. Los periódicos cubrieron la noticia de la marcha y muchos civiles se volcaron a animar a los soldados mientras éstos llegaban a Atlanta.

#### Día D: Operación Overlord
Como casi todas las tropas paracaidistas, el 506.º se dispersó mucho durante el salto en la Operación Chicago, la noche anterior al día D. La acción más famosa donde estuvo involucrado el 506.º durante el día D fue el asalto al solar de Brécourt. Aunque estaba previsto que el regimiento solo estaría en combate tres días, el 506.º no regresó a Inglaterra hasta después de 33 días en el frente. Participó activamente en la batalla de Carentan. De casi los 2000 hombres que se lanzaron sobre Francia, 231 resultaron muertos en acción, 183 desaparecieron o fueron hechos prisioneros de guerra y 569 resultaron heridos. Ello representa un 50% de todas las bajas sufridas en la campaña de Normandía.

#### Operación Market Garden
El componente aéreo de la Operación Market Garden estaba compuesto por las unidades del Ejército de los Estados Unidos, la 101.ª División Aerotransportada, la 82.ª División Aerotransportada y el IX Comando de Transporte de Tropas, la unidad británica 1.ª División Aerotransportada y la polaca 1.ª Brigada Independiente de Paracaidistas polacos. Las unidades aerotransportadas fueron lanzadas cerca de muchos puentes claves a lo largo del eje principal de las fuerzas terrestres que formaban la Operación Market Garden, que tenía como objetivo capturar dichos puentes de manera intacta para que sirvieran a los tanques aliados para penetrar profundamente en la Holanda ocupada y así cruzar el Rin en Arnhem.
A la 101.ª División Aerotransportada se le asignaron 5 puentes al norte de la línea defensiva alemana, al noroeste de Eindhoven. El salto se realizó en pleno día, lo que resultó en un salto ordenado y controlado sin dispersión de las tropas en sus zonas designadas. La 101.ª capturó todos los puentes menos uno, que fue destruido con explosivos por los alemanes cuando los paracaidistas se encontraban muy cerca del objetivo. Las fuerzas terrestres del XXX Cuerpo de Ejército Británico se unieron con elementos de la 101.ª al segundo día de la operación, pero el avance se detuvo cuando los ingenieros erigieron un nuevo puente para reemplazar el destruido por los alemanes. Después, el XXX Cuerpo Británico continuó su avance juntándose con la 82.ª División, donde una vez más fue detenido el avance, esta vez debido al contraataque alemán.

#### La Batalla de las Ardenas
La unidad estuvo directamente involucrada en la batalla de las Ardenas ocurrida entre diciembre de 1944 y enero de 1945. Mientras descansaban y se reequipaban en Francia después de la Operación Market Garden, el general Eisenhower decidió trasladar a la división el 16 de diciembre al pueblo de Bastogne para que los alemanes no ocuparan el importante cruce de caminos que se encontraba en la ciudad. Sin embargo, debido al poco tiempo en que se notificó a la división, ésta no se pudo reabastecer debidamente y como resultado estaba escasa de comida, municiones, equipos, armas, hombres y ropa de invierno. El 506.º, junto con las demás unidades de la 101.ª, fue rápidamente rodeado por los alemanes. Al 506.º se le encomendó la defensa de la sección Este a las afueras del pueblo. Durante el sitio, hubo informes de dificultades para cerrar las brechas de la línea del frente entre el 506.º y el 501.º por la falta de hombres. Para demorar todo lo posible a los alemanes, el primer batallón del 506.º junto con elementos de la 10.ª División Blindada fueron enviados al combate para frenar el avance alemán en los pueblos de Noville y Foy. Un tercio (cerca de 200 hombres) del batallón fue destruido, pero en el proceso se capturaron 30 tanques y se infligieron de 500 a 1000 bajas enemigas. El batallón se colocó en reserva, el 2.° y 3.er batallón quedaron al frente. Un envío de suministros el 22 de diciembre ayudó a reabastecer a las tropas. Luego el III Ejército de Patton rompió el sitio de Bastogne, seguidamente el 506.º liberó los pueblos de Foy y Noville y fueron transferidos a Haguenau. No fueron relevados del frente hasta terminado el mes de febrero de 1945.

#### El resto de la guerra
La unidad fue enviada una vez más al frente el 2 de abril y continuó ahí el resto de la guerra, obteniendo un número ligero de bajas. Contribuyó a rodear a los alemanes en la Bolsa del Ruhr y capturó el Nido del Águila en Berchtesgaden. Finalizada la guerra en Europa formó parte del ejército de ocupación y estuvo estacionada en Zell am See, Salzburgo, Austria. El 506.º comenzó a entrenarse para desplegarse en el Frente del Pacífico, pero esta acción fue cancelada al terminarse la guerra en agosto de 1945.

## En la cultura popular
- La miniserie Band of Brothers cuenta la historia de la Compañía Easy adjunta al 506.º.

- En el film Saving Private Ryan, el sujeto de la búsqueda, el soldado James Francis Ryan, declara que pertenece a la Compañía Baker del 506.º. Otros soldados lucen la pica en sus cascos durante la película, haciendo referencia directa al 506.º.

- En el videojuego Call of Duty, el héroe de la campaña norteamericana es representado como un soldado del 506.º, para ser más exactos, de la compañía Baker.

- En el videojuego Company of Heroes 2 en la expansión Ardennes Assault la compañía Aerotransportada Able es una division jugable.